# A$AP帮
A$AP帮（又称ASAP Mob）是一个2006年在纽约市哈莱姆成立的美国嘻哈音乐团体，成员有多个说唱歌手（除了Da$H和Playboi Carti以外都以「A$AP」作为艺名前缀）、音乐制作人、MV导演和时尚设计师。
2012年8月，该团体发行了首张Mixtape《Lords Never Worry》，并于2013年12月发行单曲《Trillmatic》。该团体还在之后发行了两张录音室专辑《Cozy Tapes Vol. 1: Friends》（2016）和《Cozy Tapes Vol. 2: Too Cozy》（2017）。

## 历史

### 成立与早期发展（2006–2012）
2006年，A$AP Yams（本名Steven Rodriguez）和同为纽约人的A$AP Bari、A$AP Illz一起组建了嘻哈团体A$AP帮，不久后哈莱姆说唱歌手A$AP Rocky也加入其中。「A$AP」被普遍理解为英文「越快越好」（as soon as possible）的缩写，但也有人尝试做首字母缩略词解释，将其解读为「一直努力并获得成功」（Always Strive and Prosper）、「刺杀告密者与警察」（Assassinating Snitches and Police）以及「象征任何目标的缩写」（Acronym Symbolizing Any Purpose），据说A$AP Rocky本人最喜欢「Acronym Symbolizing Any Purpose」的解读。
2011年夏天，该团体发布了A$AP Rocky的单曲《Peso》和《Purple Swag》，两首均由A$AP Ty Beats制作。同年10月，A$AP Rocky的首张混音带《Long.Live.A$AP》发行，他还在当月签约索尼音乐娱乐。

### 混音带《Lords Never Worry》、成员个人专辑《Long.Live.A$AP》和《Trap Lord》（2012–2014）

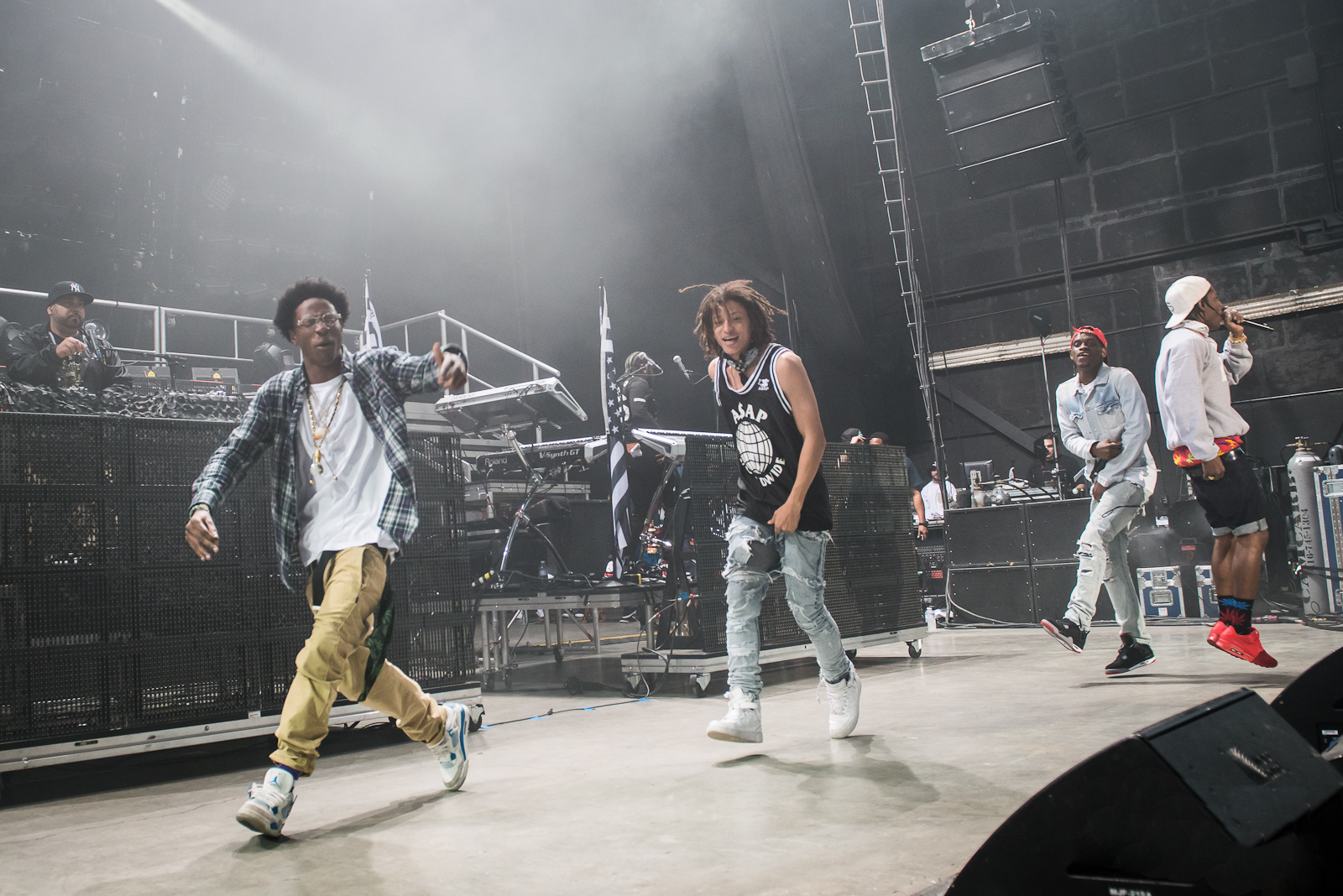
2013年8月，A$AP帮的成员与Joey Bada$$（左）在多伦多「Under the Influence Tour」演出

2012年8月27日，A$AP帮以免费下载的形式发行了首张混音带《Lords Never Worry》，同年9月到11月，A$AP Rocky与Schoolboy Q、Danny Brown以及A$AP帮的其他成员举办了A$AP Rocky个人专辑宣传巡演。2013年1月15日，A$AP Rocky的首张个人专辑《Long.Live.A$AP》正式发行，首周空降Billboard 200榜单第一，并在美国售出13.9万张。同月，A$AP Ferg与RCA和Polo Grounds Music签订了一项合资协议，随后通过iTunes发行了单曲《Work》。2013年5月，A$AP Rocky、French Montana、Schoolboy Q和Trinidad James参与客串的Remix版《Work》发行。
2013年7月，A$AP Ferg宣布A$AP帮将在他的首张个人专辑《Trap Lord》发布之后推出团队的首张专辑。《Trap Lord》于2013年8月20日发行，首周在美国售出3.2万张，于Billboard 200和Top R&B/Hip-Hop Albums两个榜单均取得前十名。
2013年11月，A$AP Rocky宣布，A$AP帮的首张专辑将命名为《Lords》。12月4日，专辑首支单曲《Trillmatic》发布。此后专辑名称被改为《L.O.R.D.》。但是A$AP Yams在2014年9月26日透露《L.O.R.D.》的发行计划被暂时中止。

### 系列专辑《Cozy Tapes》（2015–2025）
2015年1月18日，A$AP帮公布了团体创始人A$AP Yams的死讯。2016年10月15日，ASAP Rocky在采访中确认献给A$AP Yams的团队合辑《Cozy Tapes Vol. 1: Friends》已制作完成。这张专辑于2016年10月31日发布，同年签约Mob旗下AWGE厂牌的Playboi Carti、Skepta和Tyler, The Creator等人参与制作。
2017年8月25日，A$AP帮发行了第二张团队合辑《Cozy Tapes Vol. 2: Too Cozy》。
2019年1月13日，A$AP Ant宣布将退出团队，专注于个人事业。同年4月，他回归团队并确认团队第三张专辑《Cozy Tapes 3》已经开始制作。

## 成员
- A$AP Rocky
- A$AP Ferg
- A$AP Twelvyy
- A$AP Nast
- A$AP TyY
- A$AP Bari
- A$AP Lou
- A$AP Ant
- A$AP Illz
- A$AP Joe
- A$AP Lotto
- Da$H
- Playboi Carti

### 已去世成员
- 2015年1月18日，A$AP Yams因药物过量去世，享年26岁[30][31][32]，有的A$AP帮成员宣称A$AP Yams实际死于睡眠呼吸暂停后呕吐导致的窒息[33][34][35]。

- 2018年3月26日，A$AP Press被枪杀，凶手被判刑20年[36]。

- 2020年2月2日，A$AP Snacks（J. Scott）去世[37]。

- 2020年4月8日，Chynna Rogers（英语：Chynna）因药物过量去世，享年25岁[38]。

- 2021年10月16日，A$AP Josh去世[39]。

## 作品目录

### 录音室专辑
- 《Cozy Tapes Vol. 1: Friends》（2016）
- 《Cozy Tapes Vol. 2: Too Cozy》（2017）

### 混音带
- 《Lords Never Worry》（2012）